# Friedemann Vogel (Linguist)
Friedemann Vogel (* 5. Februar 1983 in Friedrichshafen) ist ein deutscher Linguist und Kulturwissenschaftler.

## Werdegang
Vogel absolvierte nach dem Abitur an der Carl-Engler-Schule in Karlsruhe zunächst den Zivildienst. Danach studierte er Germanistik, Psychologie und Philosophie an der Universität Heidelberg und war Stipendiat der Rosa-Luxemburg-Stiftung. 2011 wurde er mit einer Arbeit zur Linguistik rechtlicher Normgenese an der Universität Heidelberg bei Ekkehard Felder promoviert. Vogel gründete und leitete das Europäische Zentrum für Sprachwissenschaften (EZS) als Forschungsverbund des Instituts für deutsche Sprache (IDS) und der Philologischen Fakultät in Heidelberg auf. 2012 wurde Friedemann Vogel auf eine Juniorprofessor für Medienlinguistik an die Universität Freiburg berufen, seit 2018 ist er Professor für Germanistik / Sozio- und Diskurslinguistik an der Universität Siegen. Zu seinen Forschungsschwerpunkten zählen die Kommunikation in Politik, Medien und Rechtswesen, die Untersuchung zeitgenössischer Diskurse sowie die Entwicklung und Erprobung computergestützter Verfahren der Text- und Diskurshermeneutik.
Vogel initiierte 2019 die Forschungsgruppe „Diskursmonitor und Diskursintervention“, die seitdem gemeinschaftlich die Plattform Diskursmonitor herausgibt. Ferner koordiniert Vogel seit 2014 die weltweit älteste interdisziplinäre Forschungsgruppe zu Sprache und Recht, die Heidelberger Gruppe der Rechtslinguistik.

## Veröffentlichungen (Auswahl)
- mit der Forschungsgruppe Diskursmonitor und Diskursintervention: Glossar zur Strategischen Kommunikation, Band 1, Siegen 2024.
- mit Fabian Deus / Janine Luth / Joline Schmallenbach / Ekkehard Felder: Gesetzesverständlichkeit aus rechtslinguistischer Perspektive. Evaluation der gesetzesredaktorischen Arbeit zur Optimierung von Rechtsvorschriften im Bundesministerium der Justiz und für Verbraucherschutz, Berlin 2022.
- mit Fabian Deus: Diskursintervention. Normativer Maßstab der Kritik und praktische Perspektiven zur Kultivierung öffentlicher Diskurse, Wiesbaden 2020.
- Legal Linguistics beyond the borders: Language and Law in a World of Media, Globalisation and Social Conflicts. Relaunching the International Language and Law Association, Berlin 2019.
- mit Wenjian Jia: Chinesisch-Deutscher Imagereport. Das Bild Chinas im deutschsprachigen Raum aus kultur-, medien- und sprachwissenschaftlicher Perspektive (2000–2013) (Sprache und Wissen 28), Berlin/Boston 2017.
- mit Ralph Christensen / Stephan Pötters: Richterrecht der Arbeit – empirisch untersucht. Möglichkeiten und Grenzen computergestützter Textanalyse am Beispiel des Arbeitnehmerbegriffs. Berlin 2015.